# Den 18. Razzie-Uddeling
Den 18. årlige Golden Raspberry Awards-ceremoni blev afholdt den 22. marts 1998 på Hollywood Roosevelt Hotel for at præsentere det dårligste filmindustrien havde at tilbyde i filmåret 1997. Listen over nominerede var som følger, med "vinderne" fremhævet med fed skrift:

## Værste film
The Postman (Warner Bros.)
Anaconda (Columbia Pictures)
Batman & Robin (Warner Bros.)
Fire Down Below (Warner Bros.)
Speed 2 - Cruise Control (20th Century Fox)

## Værste skuespiller
Kevin Costner for The Postman
Val Kilmer for The Saint (Paramount)
Shaquille O'Neal for Steel (Warner Bros.)
Steven Seagal for Fire Down Below
Jon Voight for Anaconda

## Værste skuespillerinde
Demi Moore for G.I. Jane
Sandra Bullock for Speed 2 - Cruise Control
Fran Drescher for Beautician & The Beast (Paramount)
Lauren Holly for A Smile Like Yours (Paramount) og Turbulence (MGM/UA)
Alicia Silverstone for Excess Baggage (Columbia Pictures)

## Værste mandlige birolle
Dennis Rodman for Double Team (Columbia Pictures)
Willem Dafoe for Speed 2 - Cruise Control
Chris O'Donnell for Batman & Robin
Arnold Schwarzenegger for Batman & Robin
Jon Voight for Most Wanted (New Line) og U-Turn (TriStar)

## Værste kvindelige birolle
Alicia Silverstone for Batman & Robin
Faye Dunaway for Albino Alligator (Miramax)
Milla Jovovich for The Fifth Element (Columbia Pictures)
Julia Louis-Dreyfus for Fathers' Day (Warner Bros.)
Uma Thurman for Batman & Robin

## Værste par på skærmen
Dennis Rodman & Jean-Claude Van Damme for Double Team
Sandra Bullock & Jason Patric for Speed 2 - Cruise Control
George Clooney & Chris O'Donnell for Batman & Robin
Steven Seagal & gitaren hans for Fire Down Below
Jon Voight & den animerte anacondaen for Anaconda

## Mindst hensyn til menneskeliv og offentlig ejendom
Con Air
Batman & Robin
The Lost World: Jurassic Park
Turbulence
Volcano

## Værste genindspilning eller opfølger
Speed 2 - Cruise Control
Batman & Robin
Alene hjemme 3 (20th Century Fox)
The Lost World: Jurassic Park (Universal/Amblin)
McHale's Navy (Universal)

## Værste instruktør
Kevin Costner for The Postman
Jan de Bont for Speed 2 - Cruise Control
Luis Llosa for Anaconda
Joel Schumacher for Batman & Robin
Oliver Stone for U-Turn

## Værste manuskript
The Postman, manus af Eric Roth og Brian Helgeland, baseret på bogen af David Brin
Anaconda, skrevet af Hans Bauer, Jim Cash og Jack Epps, Jr.
Batman & Robin, skrevet af Akiva Goldsman
The Lost World: Jurassic Park, manus af David Koepp, baseret på romanen af Michael Crichton
Speed 2 - Cruise Control, manus af Randall McCormick og Jeff Nathanson, historie av Jan de Bont og McCormick

## Værste nykommer
Dennis Rodman for Double Team
The Animatronic Anaconda i Anaconda
Tori Spelling for The House Of Yes (Miramax) og Scream 2 (Dimension Films)
Howard Stern for Private Parts (Paramount)
Chris Tucker for The Fifth Element og Money Talks (New Line)

## Værste "originale" sang
Hele soundtracket til The Postman, tekst og musik af Jeffrey Barr, Glenn Burke, John Coinman, Joe Flood, Blair Forward, Maria Machado og Jono Manson
"The End is The Beginning is The End" fra Batman & Robin, skrevet af Billy Corgan
"Fire Down Below" fra Fire Down Below, musik og tekst af Steven Seagal og Mark Collie
"How Do I Live?" fra Con Air, skrevet af Diane Warren
"My Dream" fra Speed 2 - Cruise Control, skrevet af Orville Burrell, Robert Livingston, og Dennis Haliburton